# Gunnera petaloidea
Gunnera petaloidea là một loài thực vật có hoa trong họ Dương nhị tiên. Loài này được Gaudich. mô tả khoa học đầu tiên năm 1830.

## Hình ảnh

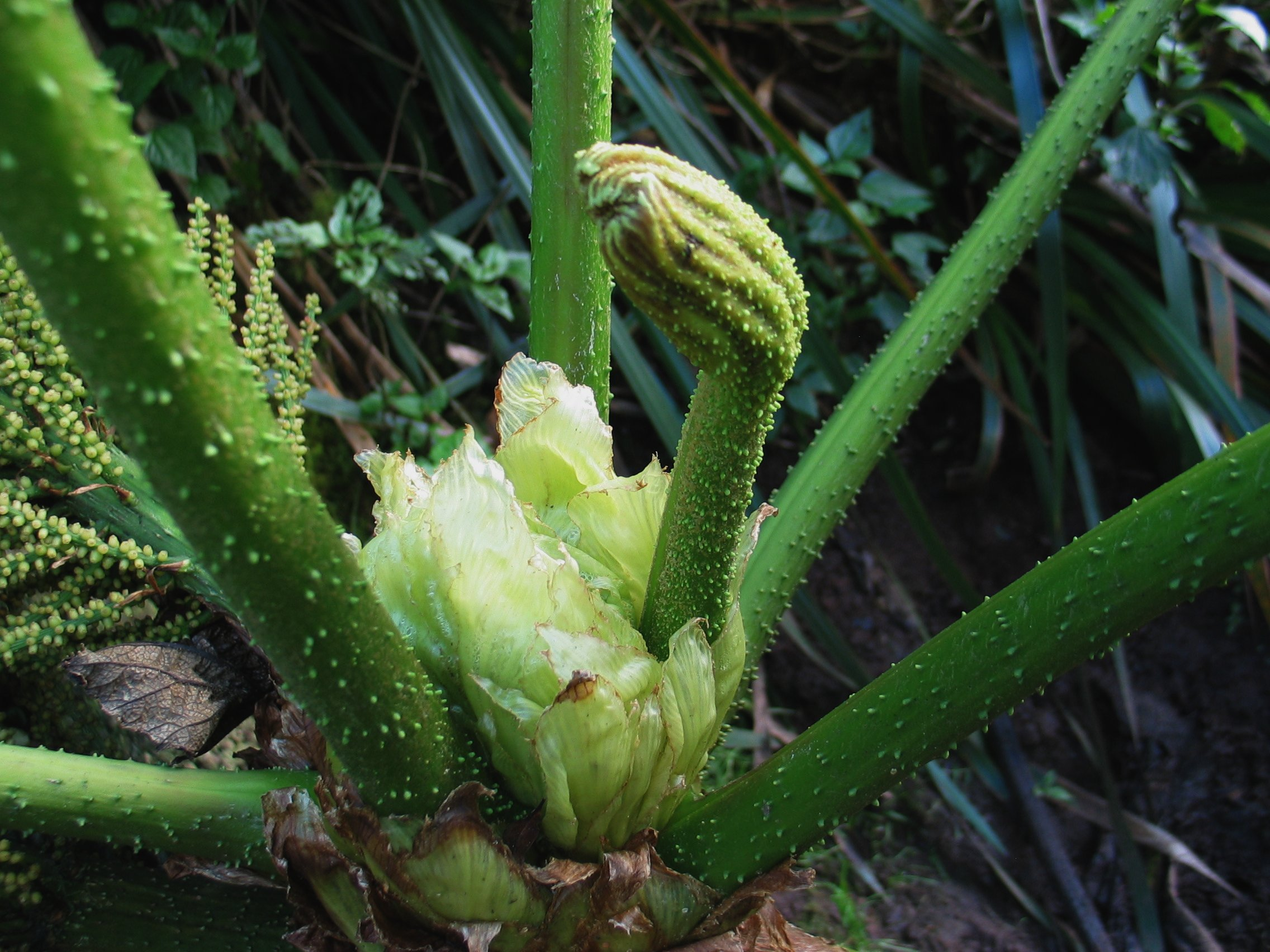
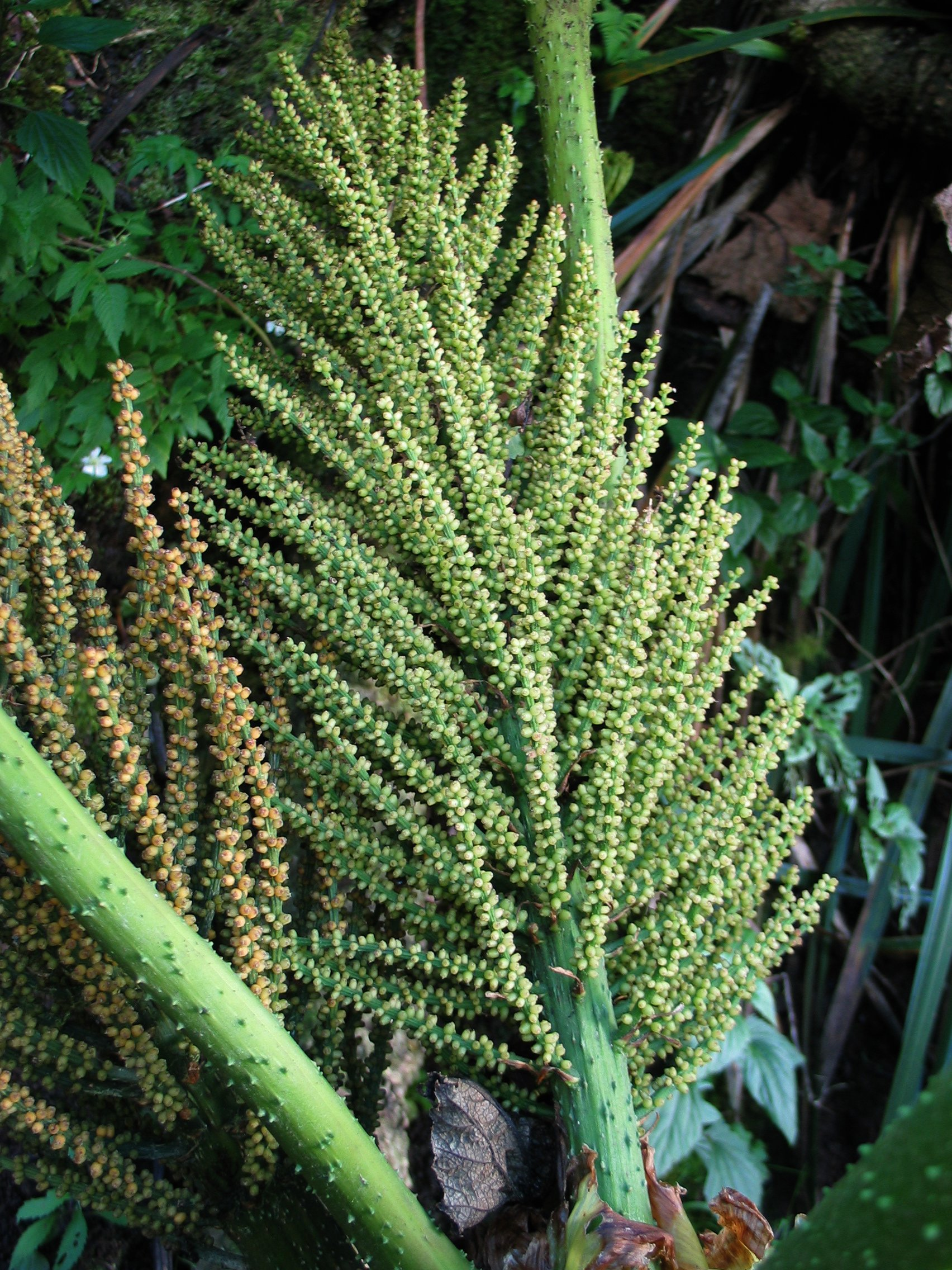